# 嵌頓性包莖
嵌頓性包莖是指阴茎的包皮向後拉後卡在龟头後方，无法拉回至龜頭頂端。如果这种情况持续数小时或使得陰莖出現血流不畅的迹象，則可能导致坏疽。

## 原因
嵌頓性包莖是由于包皮被拉回阴茎頂端时陰莖產生肿胀而引起。通常在醫療疏失（在阴茎检查、阴茎清洗、尿道导尿或膀胱镜检查时，包皮可能会被翻开）或家长处理包皮不当時會出現嵌頓性包莖。